# Patricia Wettig

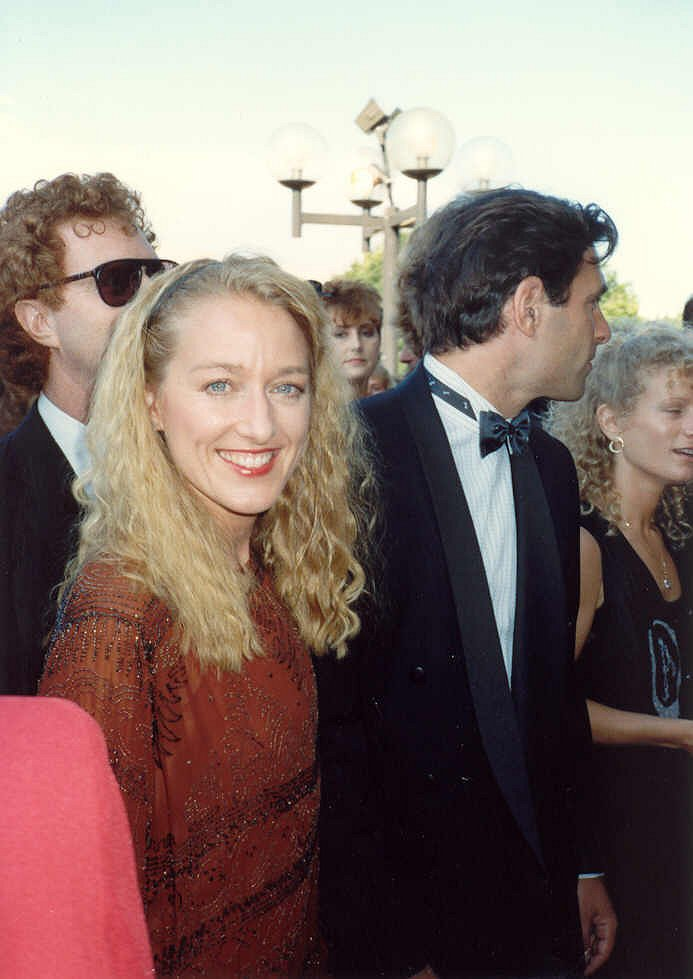
Patricia Wettig (links), 1989

Patricia Wettig (* 4. Dezember 1951 in Cincinnati, Ohio) ist eine US-amerikanische Schauspielerin.

## Leben und Karriere
Wettig wuchs in Grove City, Pennsylvania, auf und studierte Schauspiel an der Temple University in Philadelphia und der Ohio Wesleyan. Eine Zeitlang war sie als persönliche Einkleiderin der Schauspielerin Shirley MacLaine tätig, um sich ihren Lebensunterhalt zu verdienen.
1980 schloss sie sich der New York’s Circle Repertory Company an und trat in zahlreichen Theaterstücken auf. 1982 lernte sie während ihrer Mitarbeit an dem Theaterstück A Streetcar Named Desire den Schauspieler, Regisseur und Produzenten Ken Olin kennen, den sie kurz darauf heiratete; sie haben zwei Kinder.
Ab 1984 trat Wettig auch in Film und Fernsehen auf. Sie übernahm Gastrollen in Remington Steele, Chefarzt Dr. Westphall und Practice – Die Anwälte. Ihre Rolle in der Serie Die besten Jahre brachte ihr einen Golden Globe und drei Emmys ein. Fürs Kino drehte sie Filme wie City Slickers und City Slickers 2.
Von 2002 bis 2004 gehörte sie zur Besetzung der Serie Alias – Die Agentin, die von ihrem Ehemann produziert wurde. Danach spielte sie die Rolle der US-Präsidentin Caroline Reynolds in den ersten beiden Staffeln von Prison Break und ab 2006 gehörte sie zur Stammbesetzung der ebenfalls von ihrem Mann produzierten und inzwischen eingestellten Serie Brothers & Sisters.

## Filmografie (Auswahl)
- 1984: Remington Steele
- 1985:	Polizeirevier Hill Street (Hill Street Blues)
- 1986–1988: Chefarzt Dr. Westphall (St. Elsewhere)
- 1987:	L.A. Law – Staranwälte, Tricks, Prozesse (L.A. Law)
- 1987–1991: Die besten Jahre (thirtysomething)
- 1991: City Slickers – Die Großstadt-Helden (City Slickers)
- 1991: Schuldig bei Verdacht (Guilty by Suspicion)
- 1994:	Die goldenen Jungs (City Slickers II: The Legend of Curly’s Gold)
- 1995: Die Langoliers (The Langoliers)
- 2001:	Practice – Die Anwälte (The Practice)
- 2002–2004: Alias – Die Agentin
- 2005–2007: Prison Break
- 2006–2011: Brothers & Sisters